# Cost control
Il cost control è un ramo specifico del controllo di gestione in una azienda che analizza dettagliatamente i costi imputabili ad uno specifico settore o servizio. 
Il controllore analizza ogni singolo dato, sia in fase di acquisto che di vendita. Solitamente le imprese che hanno molto materiale di acquisto subiscono questi tipi di controllo. Pensate ad un'azienda che compra tantissimi compressori di vario genere e da vari fornitori, con un'analisi ad hoc si ottiene il costo di acquisto medio per fornitore. 
Pensate poi a tutti quegli area manager che spendono moltissimi soldi per telefonate private invece che telefonate aziendali, bastano poche interrogazioni a sistema per scoprire falle.
Il controller spesso così incappa oltretutto in errori di fattura.
Le aziende edili, ad esempio, verificano attraverso il processo di cost control l'andamento gestionale di una specifica commessa valutandone i costi in funzione dei materiali utilizzati e delle tempistiche da rispettare. Tale controllo viene effettuato a preventivo, attraverso la pianificazione del budget di commessa derivante dall'eventuale gara d'appalto o dal contratto stipulato con il cliente, e poi successivamente a consuntivo valutando gli eventuali scostamenti e definendo il tutto attraverso i report quali strumenti informativi per la produzione, l'amministrazione e la gestione.